# Au Morne
Au Morne ist eine Erhebung auf der Insel Praslin im Inselstaat Seychellen im Indischen Ozean.

## Geographie
Der Hügel erhebt sich am Ostzipel der Insel auf eine Höhe von 239 m und trennt die Baie St Anne im Süden von der Nordküste mit der La Blague Bay (Anse La Blague).